# 大中华国云南军都督府

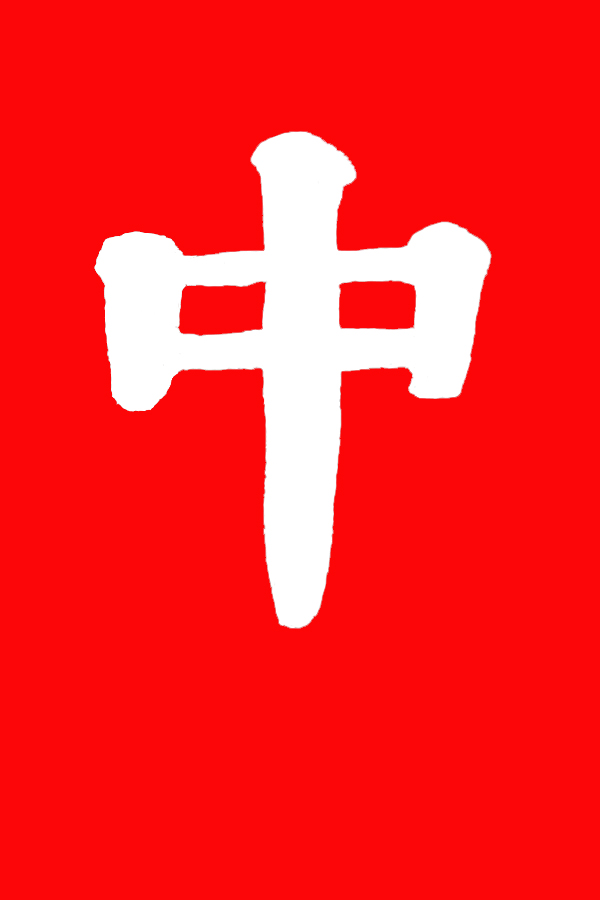
中字旗，大中华国云南军都督府使用的旗帜

大中华国云南军都督府是清朝雲南省官兵发动重九起義后於1911年11月1日在昆明五華山兩級師範學校建立的政權，推举蔡鍔為雲南軍都督，李根源為軍政總長兼參議院院長。
军政府刚成立时，府内设参议院和参谋部、军政部、军务部三部。